# Adolf Engler

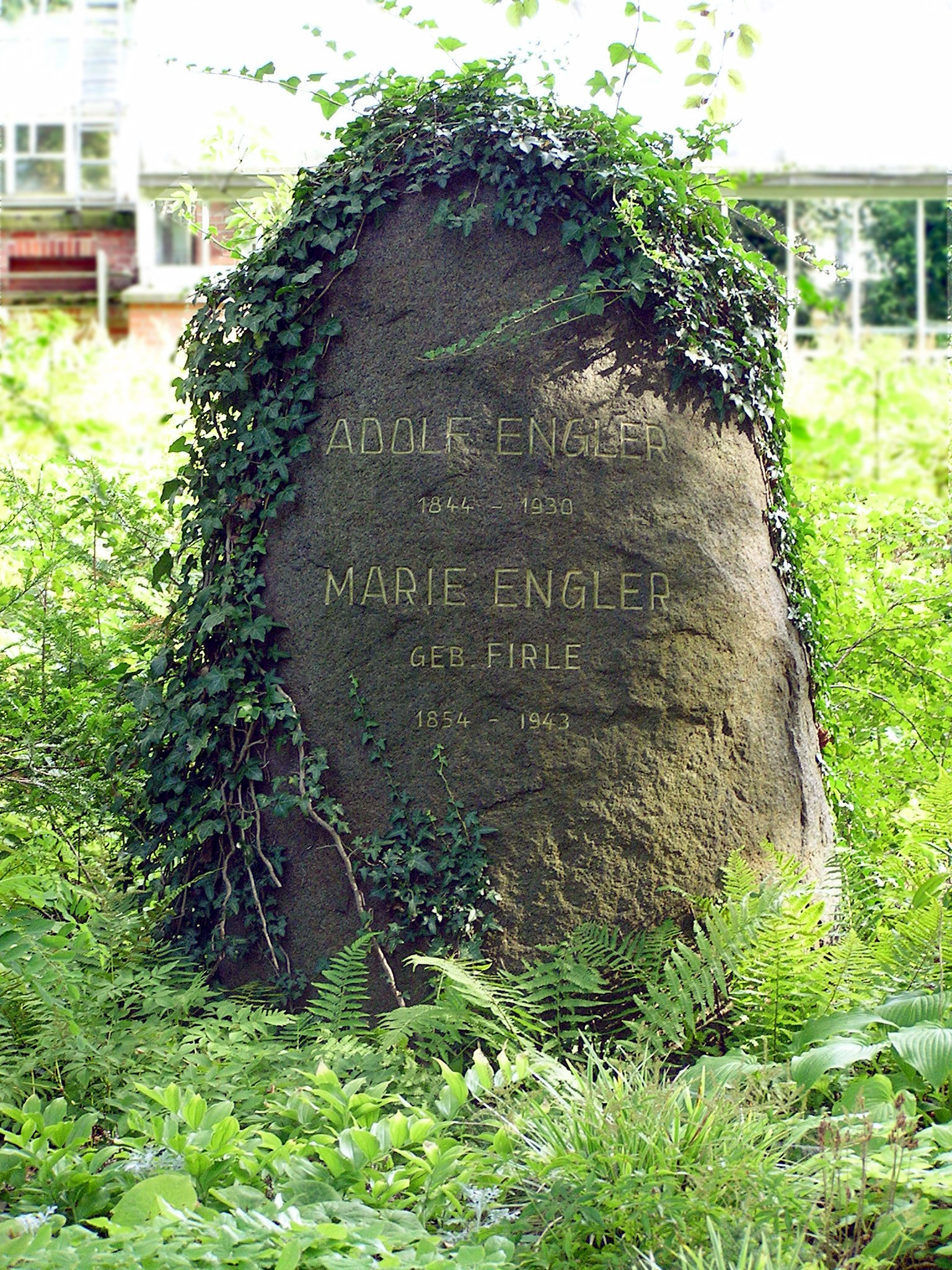
Grób Adolfa i Marie Englerów w Berlińskim Ogrodzie Botanicznym

Adolf Engler (pełne nazwisko: Heinrich Gustav Adolf Engler, ur. 25 marca 1844 w Żaganiu, zm. 10 października 1930 w Berlinie) – niemiecki botanik, fitogeograf i systematyk.

## Życiorys
Ukończył wrocławskie Gimnazjum św. Marii Magdaleny. W 1866 uzyskał stopień doktora na Uniwersytecie Wrocławskim, a w 1878 tytuł profesora na Uniwersytecie Kilońskim.
Kierował Ogrodem Botanicznym we Wrocławiu, a następnie w latach 1897–1910 był odpowiedzialny za przeniesienie Berlińskiego Ogrodu Botanicznego z centrum miasta do podberlińskich miejscowości Dahlem i Lichterfelde. Ogrodem tym kierował do 1921 roku i śmierci, został też w nim pochowany.
Kierując ogrodem botanicznym, podejmował też wyprawy badawcze, m.in. do Chin, Japonii, Afryki i USA. Opracował własny system systematyki roślin, w XX w. powszechnie przyjęty (z pewnymi poprawkami) w krajach niemieckojęzycznych i Polsce, częściowo używany do dziś. Uważał, że filogenetyka w jego czasach była zbyt słabo rozwinięta, aby służyć jako podstawa do ustalania powiązań taksonomicznych, jego system opierał się więc głównie na kryteriach morfologicznych. Taksony, których jest autorem i które jako pierwszy opisał w sposób naukowy, są oznaczone skrótem Engl.
Od 1920 był członkiem zagranicznym Królewskiej Holenderskiej Akademii Sztuk i Nauk.

## Publikacje
Monografie taksonomiczne:
- Die Natürlichen Pflanzenfamilien (wspólnie z Karlem Prantlem)
- Das Pflanzenreich[5]
- Syllabus der Pflanzenfamilien

Monografie fitogeograficzne:
- Vegetation der Erde
- Die Pflanzenwelt Ost–Afrikas und der Nachbargebiete

## Upamiętnienie
Na jego cześć nazwano monotypowy rodzaj z rodziny obrazkowatych – Englerarum.